# Обходчик пути и искусственных сооружений

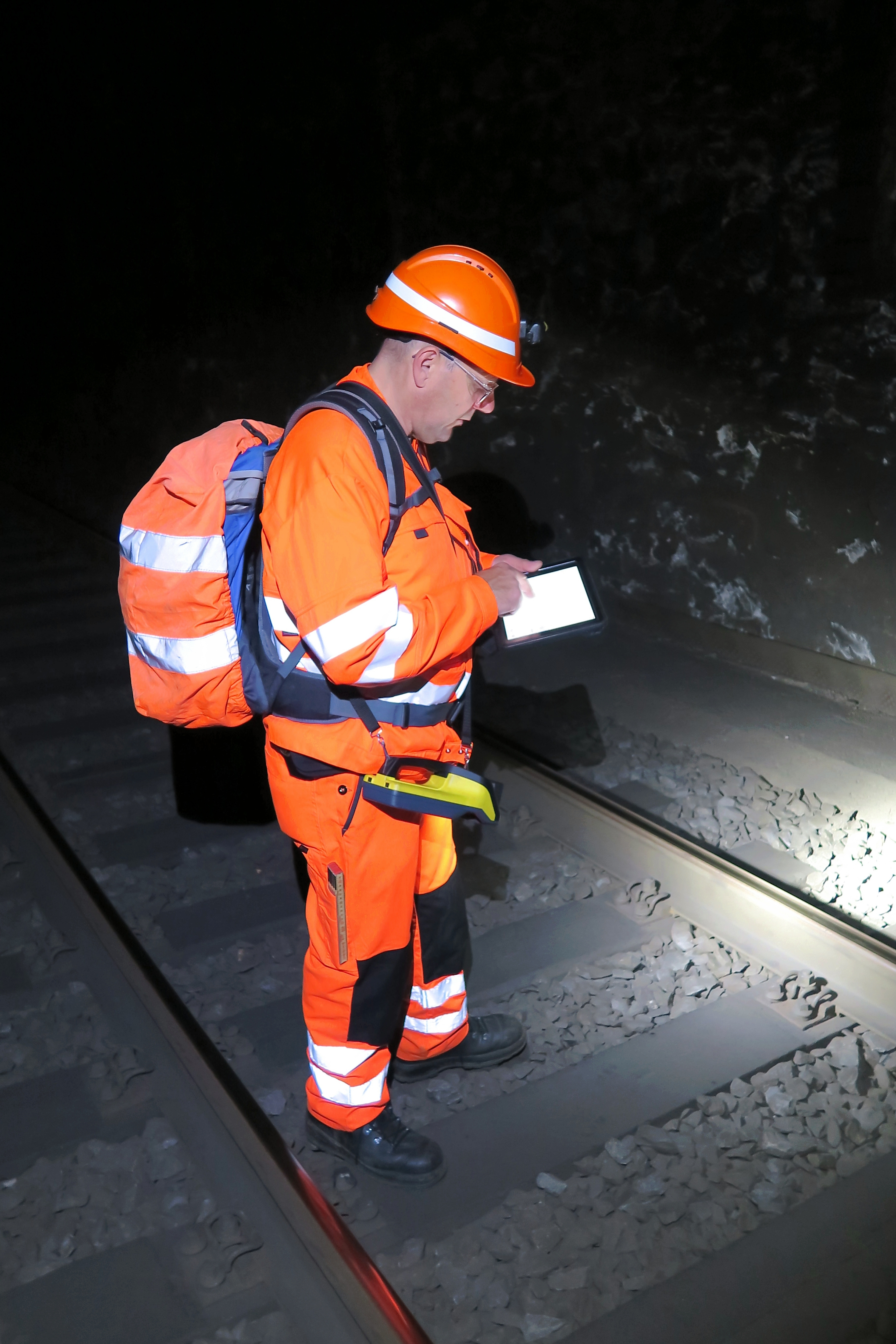
Обходчик на работе

Обходчик пути и искусственных сооружений — это работник железнодорожного транспорта, в обязанности которого входит осмотр состояния верхнего строения пути, искусственных сооружений, земляного полотна, выявление неисправностей и, по возможности, их устранение.
- Телеграфный шифр: ПН

## Права и обязанности
Основной обязанностью обходчика является осмотр железнодорожного пути, сооружений и путевых устройств, а также выполнение работ по уходу за путями на закрепленном участке. При выявлении неисправностей пути, путевой обходчик производит запись в журнал обходчика железнодорожных путей и ИССО формы ПУ-35. При возможности самостоятельного устранения неисправности, путевой обходчик делает отметку об устранении неисправности.
При выявлении неисправности пути, угрожающей безопасности движения поездов, и требующей ограничения скорости или закрытия пути для движения поездов, путевой обходчик, как и любой работник железнодорожного транспорта, обязан предпринять все меры к остановке поезда или к приведению скорости движения поездов к соответствующему состоянию пути.
Перечень основных работ, выполняемые обходчиком:
- протяжка стыковых болтов;
- протяжка клеммных и закладных болтов на скреплении КБ;
- смена и пополнение элементов скреплений (стыковые болты, клеммы, клеммные и закладные болты, костыли);
- добивка костылей;
- пополнение шпальных ящиков щебнем;
- покраска маячных шпал, стеллажей ПКЗ, пикетных столбиков и т. д.;
- смазка стрелочных башмаков;

## История и обязанности
Обходчики появились сразу после постройки первых железных дорог и следили за безопасностью движения, контролируя и при необходимости исправляя путь (рельсы, шпалы, насыпь). В России первые обходчики появились в XIX веке. Они имели участки протяженностью в несколько верст. За путевыми обходчиками закреплялись определённые участки железнодорожных перегонов. Проживал обходчик в доме усадебного типа, рядом с железнодорожными путями, позднее снабженные служебными телефонами.
Ликвидация данной профессии на железных дорогах МПС СССР началась с 1964 года, приказом министра МПС Бещева Б. П. и фактически, завершилась к концу 1960-х. Путевые обходчики были заменены мобильными бригадами монтеров пути.

## В культуре
- Путевой обходчик (фильм)